# قورباغه‌های جنوبی
قورباغه‌های جنوبی (نام علمی: Leptodactylidae) نام یک تیره از زیرراسته نوغوکان است.